# Depresja gangstera
Depresja gangstera (ang. Analyze This) – film fabularny produkcji amerykańskiej z 1999 roku, w reżyserii Harolda Ramisa. Film przedstawia perypetie Paula Vitti, gangstera cierpiącego na stany lękowe, oraz psychoterapeutę Bena Sobela, którego poznaje w wyniku wypadku samochodowego.

## Obsada
- Robert De Niro – Paul Vitti
- Billy Crystal – Ben Sobel
- Lisa Kudrow – Laura MacNamara
- Joe Viterelli – Jelly
- Chazz Palminteri – Primo Sindone
- Bill Macy – Isaac Sobel
- Leo Rossi – Carlo Mangano
- Kyle Sabihy – Michael Sobel
- Rebecca Schull – Dorothy Sobel
- Molly Shannon – Caroline

## Nagrody i nominacje
Złote Globy 1999
- Najlepsza komedia lub musical (nominacja)
- Najlepszy aktor w komedii lub musicalu – Robert De Niro (nominacja)